# Hermann Leberecht Ohl
Hermann Leberecht Ohl (* 26. Oktober 1806 in Breslau; † 28. Oktober 1885 in Neustrelitz) war ein deutscher evangelisch-lutherischer Geistlicher, Hofprediger am Hof von Mecklenburg-Strelitz und Superintendent in Neustrelitz.

## Leben
Ohl war ein Sohn des katholischen Partkrämers Carl August Ohl († 1825) und seiner evangelischen Ehefrau Christine Dorothea, geb. Gerloff († 1835). Er besuchte das Elisabet-Gymnasium, wo er ein begeisterter Anhänger des damals noch jungen Turnens wurde. Unter Leitung von Friedrich Ludwig Jahn nahm er an einer Turnfahrt ins Riesengebirge teil und wanderte zu Fuß mit Freunden nach Dresden. Ostern 1825 begann er sein Studium der Evangelischen Theologie an der Universität Breslau und wechselte im folgenden Jahr an die Universität Berlin. In Berlin wurde Friedrich Schleiermacher sein theologischer Lehrer, und Ohl unterrichtete zeitweilig als Hauslehrer einen der Söhne Schleiermachers. Nach seinen Examina unternahm er mehrere große Reisen.
1831 kam er als Hilfsprediger nach Neustrelitz. Er gewann bald das Vertrauen des großherzoglichen Hauses, unterrichtete 1833 die Prinzessin Luise (1818–1842) und unterrichtete und konfirmierte die anderen großherzoglichen Kinder: den Erbgroßherzog Friedrich Wilhelm (1819–1904), Herzogin Caroline (1821–1876) und Herzog Georg (1824–1876). 1841 wurde er zum Präpositus in Stargard berufen. Drei Jahre später, im Oktober 1844, kam er als Stadtprediger und Konsistorialrat wieder nach Neustrelitz zurück. 1848 erfolgte seine Berufung zum Hofprediger und Superintendenten des Landes Stargard. Zu seinem 25-jährigen Amtsjubiläum verlieh ihm die Theologische Fakultät der Universität Rostock 1856 ihre Ehrendoktorwürde.  Zu seinem 50-jährigen Amtsjubiläum 1881 wurde er zum  Oberhofprediger und Konsistorialpräsidenten ernannt.
Zu den wichtigsten Leistungen seiner Amtszeit zählten die Einführung eines neuen Gesangbuches und eines neuen Landeskatechismus, der in sämtlichen Schulen von Mecklenburg-Strelitz benutzten regionalen Ausgabe von Martin Luthers Kleinem Katechismus. Ebenso fällt in seine Amtszeit der Bau und die Einweihung der Schlosskirche von Neustrelitz.
Seit dem 25. Mai 1832 war er verheiratet mit Wilhelmine, geb. Gerling (* 15. Januar 1810; † 10. Juni 1886), einer Pastorentochter aus Ballwitz. Das Paar hatte zwei Söhne und zwei Töchter: Hermann, Dompropst in Ratzeburg; Anna, die 1864 den Kammersekretär Hofrat Paul Horn in Neustrelitz heiratete und die Mutter von Ohls zweitem Nachfolger Karl Horn wurde; Robert, der Kaufmann in Dresden war; sowie Marie, die 1871 den Theologieprofessor Theodor Zahn heiratete.

## Schriften
- Rede zur Konfirmation Sr. Königl. Hoheit des Erb-Großherzogs von Mecklenburg-Strelitz. 1836
- Rede zur Confirmation Sr. Hoheit des Herzogs Georg zu Mecklenburg. 1840
- Lasset uns Ostern halten : Abschieds-Predigt am ersten Ostertag 1841 in der Stadt- und Schloßkirche zu Neustrelitz. Neustrelitz: Dümmler 1841
- Rede zur Einweihung des Rettungshauses in Rattey. 1851
- Rede zur Enthüllung des Standbildes Sr. Königl. Hoheit des Großherzogs von Mecklenburg-Strelitz. 1866
- Das neue Gesangbuch für die evangelisch-lutherische Kirche in Mecklenburg-Strelitz. 1875